# Marjolaine Lombard
Marjolaine Lombard, född 1976 i Delsbo, Hälsingland, är en svensk keramiker. Hon driver ett krukmakeri i Östergötland med namnet Lerhuset Tåkern. Hon har studier med inriktning på konst och keramik:
Lombard studerade vid Konstfack, masterexamen, keramik & glas, 2002 – 2007,  Grafikskolan i Stockholm 1996 – 2000 och Nyckelviksskolan 1995 – 1996 
Hon är representerad vid: Luleå kommun, Statens konstråd, Sveriges allmänna konstförening, Uppsala läns landsting, och Stockholms läns landsting